# World Literature Today
World Literature Today è una rivista statunitense di letteratura e cultura internazionale, pubblicata bimensilmente dall'università di Oklahoma. La rivista affronta diversi ambiti culturali quali saggi, poesia, fiction e recensioni di libri da tutto il mondo. Fondata nel 1972 da Roy Temple House, professore ordinario del Dipartimento di Lingue Moderne presso l'Università di Oklahoma, col nome Books Abroad, nel gennaio 1977 la rivista ha preso il suo attuale nome.

## Storia
La Storia di World Literature Today è una storia di uomini e donne di lettere, impegnati a promuovere la causa della letteratura, dell'arte e della cultura. L'emergere di una rivista di fama internazionale in un piccolo campus universitario nel cuore dell'America è un fenomeno concepito come una naturale estensione degli incontri intellettuali di studiosi, studenti e il pubblico dei lettori, all'interno di un grande istituto di ricerca accademica. Il premio Nobel 1980 e vincitore del Neustadt Prize del 1978 Czesław Miłosz dichiarò: "Se WLT non esistesse, dovremmo inventarlo. Esso svolge il ruolo di diffondere informazioni riguardo piccoli e inaccessibili lavori letterari, e li fa conoscere a tutte le popolazioni che sanno l'inglese".